# Ceinture pelvienne (anatomie humaine)
Pour un article plus général, voir Ceinture pelvienne.
La ceinture pelvienne est la partie du squelette du membre inférieur qui relie le squelette axial via la colonne vertébrale au squelette de la partie libre du membre inférieur. Chez l'homme il est formé d'un ensemble d'os dont les articulations sont peu mobiles assurant ainsi sa stabilité. 

## Les os de la ceinture pelvienne
La ceinture pelvienne est formée par les deux os coxaux fusion de l'ilium, de l'ischium et du pubis.
Il est relié au squelette axial par le sacrum et les articulations sacro-iliaques.
La ceinture pelvienne associée au sacrum et à l'os coccyx constituent le bassin osseux.

## Articulations de la ceinture pelvienne

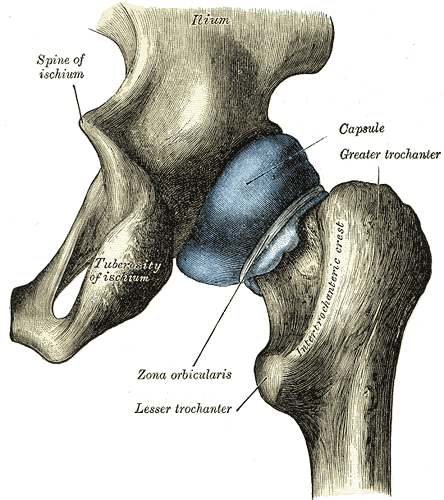
Vue postérieure de l'articulation coxo-fémoral

Trois articulations maintiennent les os de la ceinture pelvienne, ce sont :
- la symphyse pubienne qui unit les pubis,
- les deux articulations des os coxal et sacrum. Ces deux dernières font le trait d'union entre le rachis (colonne vertébrale) et les membres inférieurs. À noter que les mouvements de ces deux articulations sont quasi-inexistants.

Le squelette de la partie libre est relié à la ceinture pelvienne via l'articulation coxale entre l'os coxal et le fémur,.

## Ligaments de la ceinture pelvienne
La ceinture pelvienne comprend des ligaments qui permettent de maintenir solidement et en stabilité les os entre eux. Les deux articulations sacro-iliaques sont renforcées par les ligaments sacro-iliaques antérieur et postérieur, ilio-lombaire, sacro-épineux et sacro-tubéral.
La symphyse pubienne qui est une jointure cartilagineuse se trouve stabilisée par des ligaments reliant le pourtour des surfaces articulaires.